# Narewka
Narewka (in bielorusso Нараўка, traslitt. Naraŭka) è un comune rurale polacco del distretto di Hajnówka, nel voivodato della Podlachia.
Ricopre una superficie di 339,48 km² e nel 2004 contava 4 097 abitanti.
Il bielorusso è riconosciuto e tutelato nel comune come lingua della minoranza.

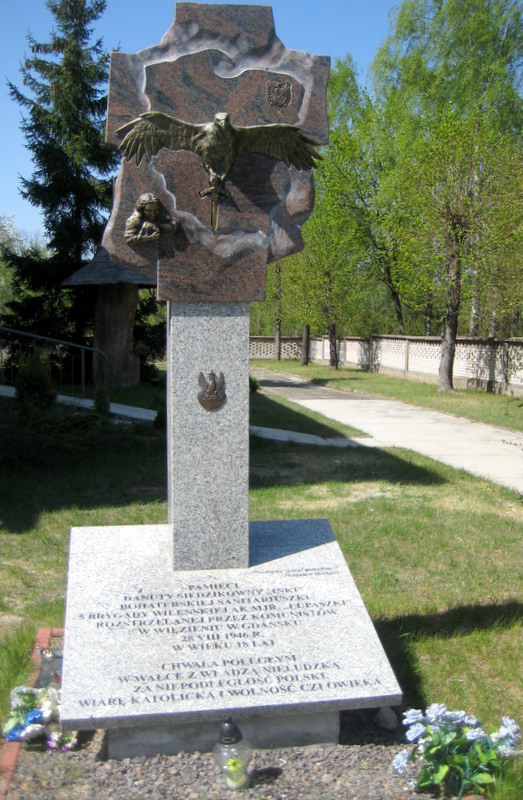
Pietra che commemora Danuta Siedzikówna